# Caledonia (Minnesota)
Caledonia és una població dels Estats Units a l'estat de Minnesota. Segons el cens del 2000 tenia 2.965 habitants.

## Demografia
Segons el cens del 2000, Caledonia tenia 2.965 habitants, 1.223 habitatges, i 754 famílies. La densitat de població era de 400,3 habitants per km².
Dels 1.223 habitatges en un 30,7% hi vivien nens de menys de 18 anys, en un 49,1% hi vivien parelles casades, en un 9,8% dones solteres, i en un 38,3% no eren unitats familiars. En el 34,2% dels habitatges hi vivien persones soles el 17,7% de les quals corresponia a persones de 65 anys o més que vivien soles. El nombre mitjà de persones vivint en cada habitatge era de 2,31 i el nombre mitjà de persones que vivien en cada família era de 3.
Per edats la població es repartia de la següent manera: un 25,6% tenia menys de 18 anys, un 7,3% entre 18 i 24, un 24,6% entre 25 i 44, un 20,6% de 45 a 60 i un 21,9% 65 anys o més.
L'edat mediana era de 40 anys. Per cada 100 dones de 18 o més anys hi havia 84,4 homes.
La renda mediana per habitatge era de 32.455 $ i la renda mediana per família de 45.679 $. Els homes tenien una renda mediana de 30.302 $ mentre que les dones 20.091 $. La renda per capita de la població era de 16.953 $. Entorn del 5,2% de les famílies i el 8,7% de la població estaven per davall del llindar de pobresa.

## Poblacions més properes
El següent diagrama mostra les poblacions més properes.